# Верхній Турів
Ве́рхній Ту́рів — село в Україні, у Самбірському районі Львівської області. Населення становить 485 осіб.
7.5.1946 перейменували село Турочки Вижні Турочко-Нижнянської сільської Ради Боринського району на Верхній Турів.

## Церква
Дерев'яний храм святого Пантелеймона збудований майстром Петром Маєцьким у 1890 році на кошти громади села. Церква розташована при дорозі на пагорбі поряд з цвинтарем, належить до [УГКЦ]. Оперізує церкву піддашшя, оперте на вінців зрубів, під якими на західному фасаді схований засклений ґанок. У 1960-1989 роках церкву замикала радянська влада.

## Населення
- 1880—356 (327 грекокатоликів—русинів, 29 юдеїв—німців)[3].
- 1921—465 мешканців.
- 1989—466 (237 чол., 229 жін.)[4]
- 2001—485.[5]

### Мова
Розподіл населення за рідною мовою за даними перепису 2001 року:
| Мова            | Кількість | Відсоток |
| --------------- | --------- | -------- |
| українська      | 484       | 99.79%   |
| інші/не вказали | 1         | 0.21%    |
| Усього          | 485       | 100%     |